# Leander (förnamn)
Leander är ett namn som i Sverige används både som förnamn och som efternamn. Den 31 december 2014 var 1300 personer bosatta i Sverige med Leander som efternamn. 831 män och 3 kvinnor hade namnet som förnamn eller mellannamn. 63 män men inga kvinnor hade namnet som första förnamn.

## Personer med förnamnet Leander (urval)
- Leander av Sevilla (540–600), ärkebiskop av Sevilla, helgon
- Leander Engström (1886–1927), konstnär
- Kjell Leander Engström (1914–1979), bildkonstnär
- Tord Leander Engström (1914–1985), bildkonstnär
- Leander Starr Jameson (1853–1917), sydafrikansk politiker
- Frits Leander Lindqvist (1865–1936), politiker, socialdemokrat
- Leander Paes (född 1973), indisk tennisspelare
- Leander Lycurgus Pickett (1859–1928), amerikansk förläggare
- Leander Tell (1895–1980), grottforskare